# حديقة بلادينسبيرغ الوطنية
بلادينسبيرغ هي حديقة وطنية في ولاية كوينزلاند، أستراليا، 1152 كم شمال غرب بريزبان.